# 北界河
北界河，又称西江，位于中华人民共和国广东省信宜市西南部，是鉴江右岸支流，发源于信宜西部金垌镇大人山，蜿蜒东南流经上磨村、马辣村、北界镇高垌村、高坡村、石砚村、东村、平山村、南山村、镇治北界村、金渠村、水口镇旧县村、双狮村、荷村、高岭村、骑马村、镇隆镇六岸村和镇治镇隆社区等地，于镇隆镇以东汇入鉴江。河长49千米，河床平均比降6.3‰，流域面积318.5平方千米。年均径流量3.27亿立方米。下游北界镇境内有著名的信宜西江温泉。